# 메티오닌
메티오닌(영어: methionine) (기호: Met 또는 M) 은 단백질의 생합성에 사용되는 α-아미노산이다. 시스테인 및 타우린과 같은 아미노산, S-아데노실메티오닌과 같은 다목적 화합물, 중요한 항산화제인 글루타티온과 같은 다른 아미노산들의 전구체인 메티오닌은 사람을 포함한 많은 생물들의 물질대사와 건강에 중요한 역할을 한다. 메티오닌은 필수 아미노산이며, AUG 코돈에 의해 암호화되어 있다.
메티오닌은 또한 새로운 혈관을 생성하는 혈관신생의 중요한 부분이다. 메티오닌 보충제는 구리 중독으로 고통받는 사람들에게 도움이 될 수 있다. 많은 연구에서 DNA 메틸화의 메틸기 공여체인 메티오닌의 과다 섭취는 암 성장과 관련이 있는 것으로 나타났다. 메티오닌은 1921년에 존 하워드 뮐러에 의해 처음으로 분리되었다.

## 생화학적 세부사항
메티오닌은 단백질을 구성하는 데 참여하는 α-아미노산이다. 메티오닌은 α-아미노기(생물학적 조건에서 양성자화된 −NH3+ 형태), α-카복실기(생물학적 조건에서 탈양성자화된 −COO− 형태) 및 곁사슬인 S-메틸 싸이오에터를 포함하고 있다. 메티오닌은 비극성 지방족 아미노산이다.
고세균 및 진핵생물의 세포핵 유전자에서 메티오닌은 개시 코돈에 의해 암호화되어 있는데, 이는 암호화 영역의 시작을 나타내며 mRNA 번역 동안 초기 폴리펩타이드에서 생성된 첫 번째 아미노산임을 의미한다.

## 단백질생성성 아미노산
시스테인과 함께 메티오닌은 황을 함유한 단백질생성성 아미노산이다. 메티오닌이 산화환원반응의 센서로 작용할 수 있는 몇 가지 예외를 제외하고,(예: 메티오닌 설폭사이드) 메티오닌 잔기는 촉매 역할을 하지 않는다. 이것은 많은 단백질들에서 싸이올기가 촉매 역할을 하는 시스테인 잔기와 대조된다. 그러나 싸이오에터는 알려져 있는 모든 단백질 구조의 1/3에 존재하는 곁사슬의 황 원자와 방향족 아미노산 사이의 S/π 상호작용의 안정성 효과로 인해 구조적 역할이 미미하다. 이러한 강력한 역할의 부재는 메티오닌이 싸이오에터가 없는 선형 탄화수소 곁사슬을 가지고 있는 아미노산인 노르류신으로 대체된 단백질에서 거의 효과가 나타나지 않는 실험으로 확인할 수 있다. 노르류신은 유전 암호의 초기 버전에서 존재했지만 보조 인자인 S-아데노실메티오닌(SAM-e)에서 사용된다는 사실 때문에 유전 암호의 최종 버전에 메티오닌이 들어가게 된 것으로 추측되었다. 이러한 상황은 메티오닌에서만 일어난 것은 아니며 오르니틴과 아르기닌에서도 일어난 것일 수 있다.

### 암호화
메티오닌은 표준 유전 부호에서 단일 코돈(AUG)에 의해서 암호화되는 단 두 개의 아미노산 중 하나(다른 하나는 UGG에 의해서 암호화되는 트립토판임)이다. 이러한 코돈은 진화적 기원을 반영하며 다른 AU○ 코돈은 소수성 아미노산인 아이소류신을 암호화한다. 후생동물과 효모를 포함한 여러 생물체의 미토콘드리아 게놈에서 AUA 코돈은 메티오닌을 암호화한다. 표준 유전 부호에서 AUA는 아이소류신을 암호화하고 각각의 tRNA(대장균에서 ileX)는 특이한 염기인 리시딘(세균) 또는 아그마티딘(고세균)을 사용하여 AUG를 구별한다.
메티오닌을 암호화하는 AUG는 가장 일반적인 개시 코돈이다. 개시 코돈은 AUG가 코작 공통염기서열일 때 단백질 번역의 개시를 리보솜에 알리는 메세지이다. 결과적으로 메티오닌은 진핵생물과 고세균에서의 번역 과정에서 단백질의 N-말단 위치에 보통 위치하지만, 번역 후 변형에 의해 제거될 수 있다. 세균에서는 N-폼일메티오닌 유도체가 개시 아미노산으로 사용된다.

## 유도체

### S-아데노실메티오닌
|  |

메티오닌 유도체인 S-아데노실메티오닌(SAM-e)은 주로 메틸기 공여체로 작용하는 보조 인자이다. S-아데노실메티오닌은 메티오닌의 황에 (5' 탄소를 통해) 부착된 아데노실기로 구성되어 있으므로 설포늄 양이온(즉, 3개의 치환기 및 양전하)이 된다. 황은 보통 코발라민(사람의 경우 비타민 B12)과 같은 다른 보조 인자의 도움을 받아 S-메틸기가 산소, 질소 또는 방향족 시스템으로 전달되도록 하는 무른 루이스 산(즉, 공여체/친전자체)으로 작용한다. 일부 효소들은 S-아데노실메티오닌을 사용하여 라디칼 반응을 시작한다. 이들은 라디칼 S-아데노실메티오닌 효소라고 불린다. 메틸기 전이의 결과로 S-아데노실호모시스테인이 생성된다. 세균에서 이것은 메틸화에 의해 재생되거나 아데닌과 호모시스테인을 제거하고 회수하여 다이하이드록시펜탄다이온이 자발적으로 자가유도물질-2로 전환되도록 하고, 이는 노폐물/정족수 신호로 배설된다.

## 생합성
|  |

필수 아미노산인 메티오닌은 사람과 다른 동물들에서 새로 합성되지 않으며, 따라서 이들은 메티오닌 또는 메티오닌을 함유한 단백질을 섭취해야 한다. 식물과 미생물에서 메티오닌 생합성은 트레오닌 및 리신과 함께 아스파르트산 계열(다이아미노피멜산을 거치지만, α-아미노아디프산은 거치지 않음)에 속한다. 주 골격은 아스파르트산으로부터 유래하고,  황은 시스테인, 메테인싸이올 또는 황화 수소로부터 유래할 수 있다.
- 먼저, 아스파르트산은 말단 카복실기의 두 단계에 걸친 환원에 의해 아스파르트산 β-세미알데하이드를 거쳐 호모세린으로 전환(호모세린에는 γ-하이드록실기가 있으므로 동족 계열)된다. 대사 중간생성물인 아스파르트산 β-세미알데하이드는 리신 생합성 경로와의 분기점이며, 리신 생합성에서는 환원되는 대신에 피루브산과 축합된다. 호모세린은 트레오닌 생합성 경로와의 분기점이며 트레오닌 생합성에서는 인산기(식물의 메티오닌 생합성에서도 사용됨)로 말단 하이드록실기를 활성화한 후 이성질체화된다.[11]
- 메티오닌 생합성에서 호모세린은 인산기, 석시닐기 또는 하이드록실기 상의 아세틸기로 활성화된다.
  - 식물과 일부 세균[11]에서는 인산기를 사용한다. 이 단계는 트레오닌 생합성에서도 사용된다.[11]
  - 대부분의 생물에서 아세틸기는 호모세린을 활성화하는 데 사용된다. 이는 metX 또는 metA(동족체가 아님)에 의해 암호화된 효소에 의해 세균에서 촉매될 수 있다.[11]
  - 장내세균과 제한된 수의 다름 생물에서는 석신산을 사용한다. 반응을 촉매하는 효소는 MetA이고 아세틸-CoA 및 석시닐-CoA에 대한 특이성은 단일 잔기에 의해 결정된다.[11] 아세틸-CoA 또는 석시닐-CoA를 선호하는 생리학적 근거는 알려져 있지 않지만 이러한 대체 경로는 일부 다른 경로(예: 리신 생합성 및 아르기닌 생합성)에 존재한다.
- 그런 다음 하이드록실 활성화기는 시스테인, 메테인싸이올 또는 황화 수소로 치환된다. 치환 반응은 기술적으로 γ-제거 반응에 이은 마이클 반응의 변형이다. 관련된 모든 효소는 Cys/Met 대사 PLP-의존성 효소 패밀리의 상동체 및 구성원이며, 이는 PLP-의존성 접힘 I형 계통군의 하위 부류이다. 이들은 탄소 음이온 중간생성물을 안정화시켜 기능하는 보조 인자인 피리독살 인산(PLP)을 활용한다.[11]
  - 시스테인과 반응하면 시스타티오닌이 생성되고, 시스타티오닌은 절단되어 호모시스테인이 생성된다. 관련된 효소는 시스타티오닌 γ-생성효소(세균에서 metB에 의해 암호화됨) 및 시스타티오닌 β-분해효소(metC)이다. 시스타티오닌은 두 효소에서 다르게 결합되어 β 또는 γ 반응이 일어나도록 한다.[11]
  - 유리 황화 수소와 반응하면 호모시스테인이 생성된다. 이는 O-아세틸호모세린 아미노카복시프로필트랜스퍼레이스(이전에는 O-아세틸호모세린 (싸이올)-분해효소로 알려짐)에 의해 촉매된다. 이것은 세균에서 metY 또는 metZ에 의해 암호화된다.[11]
  - 메테인싸이올과 반응하면 직접적으로 메티오닌을 생성한다. 메테인싸이올은 특정 화합물의 분해 경로의 부산물이기 때문에, 이러한 경로는 흔하지 않다.[11]
- 호모시스테인이 생성되면 싸이올기가 메틸화되어 메티오닌이 생성된다. 두 가지 메티오닌 생성효소가 알려져 있는데, 하나는 코발라민(비타민 B12) 의존성이고 다른 하나는 코발라민 비의존성이다.[11]

시스테인을 사용하는 경로를 황전환 경로라고 하며, 황화 수소(또는 메테인싸이올)을 사용하는 경로를 직접 설퍼릴화 경로(direct-sulfurylation pathway)라고 한다.
시스테인은 유사하게 생성되는데, 활성화된 세린과 호모시스테인(황전환 경로의 역반응) 또는 황화 수소(직접 설퍼릴화 경로)로부터 만들어질 수 있다. 활성화된 세린은 일반적으로 O-아세틸-세린(대장균에서 CysK 또는 CysM을 통해)이지만 에로피룸 페르닉스(Aeropyrum pernix) 및 일부 다른 고세균에서는 O-포스포세린이 사용된다. CysK 및 CysM은 상동체이지만 PLP 접힘 III형 계통군에 속한다.

### 황전환 경로
대장균에서 메티오닌 생합성의 황전환 경로에 관여하는 효소들은 다음과 같다.
1. 아스파르트산 키네이스
2. 아스파르트산-세미알데하이드 탈수소효소
3. 호모세린 탈수소효소
4. 호모세린 O-석시닐기전이효소
5. 시스타티오닌 γ-생성효소
6. 시스타티오닌 β-분해효소
7. 메티오닌 생성효소 (포유류에서 이 단계는 호모시스테인 메틸기전이효소 또는 베타인-호모시스테인 S-메틸기전이효소에 의해 수행된다.)

## 기타 생화학적 경로
|  |

포유류는 메티오닌을 합성할 수 없지만 다양한 생화학적 경로에서 메티오닌을 사용할 수 있다.

### 분해
메티오닌은 (1) 메티오닌 아데노실기전이효소에 의해 S-아데노실메티오닌(SAM-e)으로 전환된다.
S-아데노실메티오닌은 (2) 다양한 메틸기전이효소에 의한 반응에서 메틸기 공여체 역할을 하며, S-아데노실호모시스테인(SAH)으로 전환된다.
S-아데노실호모시스테인은 (3) 아데노실호모시스테이네이스에 의해 호모시스테인과 아데노신으로 가수분해된다.

### 재생
메티오닌은 보조 인자로 비타민 B12를 필요로 하는 반응에서 (4) 메티오닌 생성효소에 의해 호모시스테인으로부터 재생될 수 있다.
호모시스테인은 또한 베타인-호모시스테인 S-메틸기전이효소(EC 2.1.1.5)에 의해 트라이메틸글리신을 사용하여 메티오닌으로 재메틸화될 수 있다. 베타인-호모시스테인 S-메틸기전이효소는 간의 모든 가용성 단백질의 최대 1.5%를 차지하며, 최근의 증거에 따르면 베타인-호모시스테인 S-메틸기전이효소가 메티오닌 생성효소보다 메티오닌 및 호모시스테인의 항상성에 더 큰 영향을 미칠 수 있다.

### 리버스 황전환 경로: 시스테인으로의 전환
호모시스테인은 시스테인으로 전환될 수 있다.
- (5) 시스타티오닌 β-생성효소(비타민 B6의 활성형인 피리독살 인산을 필요로 하는 효소)는 호모시스테인과 세린을 결합시켜 시스타티오닌을 생성한다. 생합성 경로에서와 같이 시스타티오닌 β-분해효소에 의해 시스타티오닌을 분해하는 대신 (6) 시스타티오닌 γ-분해효소에 의해 시스테인과 α-케토뷰티르산으로 분해된다.
- (7) α-케토산 탈수소효소는 α-케토뷰티르산을 프로피오닐-CoA로 전환시키고, 프로피오닐-CoA는 3단계 과정을 통해(경로에 대해서는 프로피오닐-CoA 문서 참조) 석시닐-CoA로 대사된다.

### 에틸렌 합성
메티오닌은 또한 식물에서 에틸렌 합성을 위해 사용된다. 이러한 대사 과정을 양 회로(Yang cycle) 또는 메티오닌 회로라고 한다.
|  |

## 화학 합성
산업적 합성은 아크롤레인, 메테인싸이올 및 사이안화물을 결합시켜 히단토인을 생성한다. 라세미 메티오닌은 또한 클로로에틸메틸설파이드(ClCH2CH2SCH3)로 알킬화한 후 가수분해 및 탈카복실화하여 다이에틸 나트륨 프탈이미도말로네이트로부터 합성할 수 있다.

## 사람의 영양

### 요구 사항
미국 의학 연구소의 식품 영양 위원회는 2002년에 필수 아미노산에 대한 권장 식이 허용량(RDA)을 설정했다. 19세 이상의 성인의 경우 매일 체중 1 kg 당 19 mg의 시스테인과 결합된 메티오닌을 필요로 한다.
이것은 체중의 70 kg인 성인의 경우 하루에 약 1.33 g으로 환산된다.

### 식이 공급원
| 식품                                     | g/100 g |
| ---------------------------------------- | ------- |
| 달걀, 흰자, 건조, 분말, 환원성 포도당    | 3.204   |
| 참깨 가루 (저지방)                       | 1.656   |
| 브라질너트                               | 1.124   |
| 파마산 치즈 다진것                       | 1.114   |
| 껍질을 벗긴 대마씨                       | 0.933   |
| 농축 대두 단백질                         | 0.814   |
| 닭고기, 브로일러 또는 프라이어, 구운 것  | 0.801   |
| 생선, 참치, 통조림                       | 0.755   |
| 쇠고기, 경화, 건조                       | 0.749   |
| 베이컨                                   | 0.593   |
| 치아 씨앗                                | 0.588   |
| 쇠고기, 간, 살코기 95%, 지방 5%, 날 것   | 0.565   |
| 돼지고기, 간, 살코기 96%, 지방 4%, 날 것 | 0.564   |
| 콩                                       | 0.547   |
| 밀 배아                                  | 0.456   |
| 달걀, 전체, 조리, 완숙                   | 0.392   |
| 귀리                                     | 0.312   |
| 땅콩                                     | 0.309   |
| 병아리콩                                 | 0.253   |
| 옥수수, 노란색                           | 0.197   |
| 아몬드                                   | 0.151   |
| 콩, 핀토, 조리된 것                      | 0.117   |
| 렌즈콩, 조리된 것                        | 0.077   |
| 쌀, 현미, 중간 곡물, 조리된 것           | 0.052   |

높은 수준의 메티오닌은 달걀, 고기, 생선, 참깨, 브라질 너트, 기타 식물 씨앗, 시리얼 곡물에 함유되어 있다. 대부분의 과일과 채소에는 아주 적은 양이 들어 있다. 대부분의 콩류는 단백질 밀도가 높지만 메티오닌이 적다. 적정량의 메티오닌이 포함되지 않은 단백질은 완전 단백질로 간주되지 않는다. 이러한 이유로 라세미 메티오닌은 때때로 애완 동물 사료의 성분으로 첨가된다.

## 제한
일부 과학적 증거에 따르면 메티오닌의 섭취를 제한하면 초파리의 수명이 늘어날 수 있다.
2005년의 연구에서 에너지의 제한 없이 메티오닌을 제한하면 쥐의 수명이 연장되었다. 메티오닌이 제한되었을 때 온전한 성장 호로믄 신호전달이 없는 동물은 더 이상 수명 연장이 되지 않기 때문에 이러한 수명 연장은 온전한 성장 호르몬 신호전달을 필요로 한다. 메티오닌 제한에 대한 대사 반응을 또한 쥐의 성장 호로몬 신호전달 돌연변이체에서 변경된다.
《네이처》에 발표된 연구에 따르면 필수 아미노산의 제한을 포함한 식이 제한을 받은 노랑초파리의 식단에 필수 아미노산인 메티오닌만 첨가하면 식이 제한의 전형인 수명 연장을 감소시키지 않으면서 생식능력을 회복할 수 있으며, 연구자들은 메티오닌이 "하나 이상의 다른 필수 아미노산과 함께 작용하여 수명을 단축시킨다"라는 결론을 내렸다. 식이 제한 요법으로 쥐의 식단에 메티오닌을 복원하면 식이 제한의 많은 급성 이점들을 차단할 수 있다. 이 과정은 황화 수소 생성 증가에 의해 매개될 수 있다.
메티오닌 제한은 쥐에서 순환하는 간 호르몬인 FGF21을 5배에서 10배까지 증가시킬 수 있다. 여러 연구에 따르면 메티오닌 제한은 또한 쥐의 노화 관련 질병을 억제하고 쥐의 결장암 발병을 억제한다. 사람의 경우 식단 조절을 통한 메티오닌 제한은 식물성 식단을 통해 이루어질 수 있다.
식이 메티오닌을 제한하면 이화 산물인 S-아데노실메티오닌(SAM-e)의 수준이 감소하여 후속적으로 히스톤의 메틸화가 감소한다. H3K9의 특정하고 보존된 메틸화에 의해 매개되는 활성 과정은 원래 메틸화 프로필의 기억을 보존하여 식이 메티오닌 수치가 회복될 때 후성유전체가 복원되도록 한다.
쥐에 대한 2009년의 연구는 "식이 요법에서 메티오닌을 보충하면 쥐의 간 미토콘드리아에서 미토콘드리아 활성산소의 생성과 미토콘드리아 DNA의 산화적 손상이 증가하여 간독성에 대한 그럴듯한 메커니즘을 제공한다"는 것을 보여주었다.
그러나 메티오닌은 필수 아미노산이기 때문에 시간이 지남에 따라 질병이나 사망이 일어나지 않는 한 동물의 식단에서 완전히 제거될 수는 없다. 예를 들어 메티오닌과 콜린이 없는 식사를 한 쥐는 지방간염과 빈혈이 일어났으며, 5주 동안 체중의 2/3가 감소했다. 메티오닌의 투여는 메티오닌 결핍의 병리학적 결과를 개선했다. 식단에서 메티오닌만 단기적으로 제거하면 식단으로 인한 비만을 개선시킬 수 있고 쥐의 인슐린 감수성을 촉진시킬 수 있으며, 메티오닌의 제한은 또한 자발적, 다유전자 비만 및 당뇨병을 앓는 실험 모델 동물 쥐를 보호한다.

## 건강
메티오닌의 결핍은 흰머리와 관련이 있다. 메티오닌의 결핍은 모낭에 과산화 수소의 축적, 티로시네이스 효과의 감소 및 모발 색깔의 점진적인 손실로 이어진다. 메티오닌은 글루타티온의 세포 내 농도를 증가시켜 항산화 매개 세포 방어 및 산화환원 조절을 촉진한다. 또한 메티오닌은 산화 대사 산물과 결합하여 도파민으로 인한 흑색 세포 손실로부터 세포를 보호한다.
메티오닌은 시스테인, 카르니틴, 타우린, 레시틴, 포스파티딜콜린 및 기타 인지질 생합성에서의 대사 중간생성물이다. 메티오닌의 부적절한 전환은 호모시스테인의 축적으로 인한 죽상동맥경화증을 유발할 수 있다.

## 기타 용도
DL-메티오닌은 때때로 개에게 보충제로 제공된다. DL-메티오닌은 개의 신장 결석 가능성을 줄이는 데 도움을 준다. 메티오닌은 또한 소변을 산성화시켜 퀴니딘의 소변 배설을 증가시는 것으로 알려져 있다. 요로 감염을 치료하는 데 사용되는 아미노글리코사이드 항생제는 알칼리성 조건에서 가장 잘 작용하며 메티오닌의 사용으로 인한 요 산성화는 이러한 효과를 감소시킬 수 있다. 개가 소변을 산성화시키는 식사를 섭취하고 있다면 메티오닌을 사용해서는 안된다.
메티오닌은 미국 인증 유기농 프로그램에 따라 유기농 가금류 사료의 보충제로 사용된다.
메티오닌은 오렌지 작물에 대한 심각한 해충인 파필리오 크레스폰테스(Papilio cresphontes) 애벌레에 대한 무독성 살충제 옵션으로 사용할 수 있다.

## 같이 보기
- 알란토인
- 폼일메티오닌
- 메티오닌 설폭사이드
- 파라세타몰 중독
- 광반응성 아미노산 유사체
- S-메틸시스테인